# Тарасенков, Пётр Нилович
Пётр Ни́лович Тарасе́нков (12 января 1916, с. Новая Рудня Смоленской губернии — 13 февраля 1985, Пермь) — советский историк, специалист в области истории индустриализации на Урале. Доктор исторических наук (1974), профессор (1977).

## Биография
Родился в крестьянской семье. С 1933 года работал школьным учителем в Стодолищенском районе. В 1938 году окончил исторический факультет Смоленского педагогического института. По распределению был назначен директором и преподавателем истории одной из средних школ Смоленской области. С 1939 года служил в РККА в Московском военном округе, с 10 июля 1941 года воевал на Ленинградском фронте. Секретарь партбюро части, политрук. 24 октября получил тяжёлое ранение ноги. Находился в госпитале г. Молотова с октября 1941 по декабрь 1942 года, демобилизован по инвалидности.
С 1942 года работал инструктором отдела пропаганды и агитации Молотовского обкома ВКП (б). С 1943 по 1945 год учился в Высшей партийной школе при ЦК ВКП (б). Был оставлен в ВПШ освобождённым заместителем секретаря парткома. В августе 1946 года направлен в Тюменский обком партии заведовать Отделом пропаганды и агитации. В ноябре 1950 года был назначен старшим преподавателем кафедры марксизма-ленинизма Молотовского СХИ. С 10 февраля 1953 года зачислен на годичное отделение диссертантов Института повышения квалификации преподавателей марксизма-ленинизма при Ленинградском университете им. А. А. Жданова. В 1954 году защитил кандидатскую диссертацию «Партийная организация Урала в борьбе за развитие тяжёлой промышленности в годы первой пятилетки», после чего был назначен на должность доцента кафедры марксизма-ленинизма МолГСХИ.
С сентября 1956 года заведовал кафедрой марксизма-ленинизма в вечернем машиностроительном институте, в 1958—1962 годах — заведующий кафедрой истории КПСС Пермского медицинского института. С 1962 по 1980 год руководил кафедрой истории КПСС в Пермском политехническом институте в должностях заведующего и старшего научного сотрудника. Современные исследователи отмечают, что «обком партии считал П. Н. Тарасенкова умелым организатором и назначал его на заведование кафедр в те институты, в которых надо было наладить или улучшить работу» . Пользуясь относительной свободой, П.Н. Тарасенков пытался принять на работу в технический вуз как можно больше молодёжи с базовым образованием. 
В 1974 году защитил в ПГУ докторскую диссертацию «Борьба Коммунистической партии за создание и развитие тяжёлого машиностроения на Урале (1928—1937 гг.)», в 1977 году присвоено звание профессора. Активно занимался воспитательной и общественной деятельностью в вузе, проводил "вечера вопросов и ответов", ежегодно выезжал вместе с коллективом на сельскохозяйственные работы. С 1979 года по поручению обкома партии руководил хоздоговорной работой с пермским заводом им. В.И. Ленина по изучению вопроса о роли кадровых рабочих и представителей трудовых династий в воспитании коллектива. В период его руководства кафедрой были приняты многие новые сотрудники, ряд преподавателей защитили кандидатские диссертации, а Ю. А. Черных — докторскую. Руководил работой "Повышение роли кадровых рабочих и представителей трудовых династий в формировании активной жизненной позиции членов коллектива", включённой в координационный план Академии педагогических наук СССР и ЦК ВЛКСМ и в координационный план научных исследований по истории Урала и Уральского региона на 1981–1985 годы Уральского научного центра АН СССР.
Подготовил 6 аспирантов. Автор около 50 научных публикаций, в том числе брошюр и монографии в соавторстве.Входил в состав редколлегии 2-го тома «Истории Урала». Член Ленинского райкома КПСС,

## Основные работы
- Промышленность Пермской области за пятьдесят лет (1917—1967 гг.). — Пермь, 1967 (в соавт. с В. Ф. Поповым);
- Ленинский план строительства социализма и борьба партии за его осуществление (Последние статьи и речи В. И. Ленина). — Пермь, 1969;
- История Пермской областной партийной организации. — Пермь, 1971 (в соавт.).
- Развитие промышленности и социально-культурное строительство на Западном Урале / Ред. коллегия: П. Н. Тарасенков и др. — Пермь, 1971. — 186 с.; (Сборник научных трудов/ Перм. политехн. ин-т; № 105).
- Из истории борьбы партийных организаций Урала за осуществление Ленинского плана строительства социализма и коммунизма / отв. ред. П. Н. Тарасенков. — Пермь, 1973. — 168 с. — (Сборник научных трудов/ Пермский политехн. ин-т; № 126)
- Превращение СССР в могучую индустриальную державу — великий подвиг советского народа. — Пермь, 1973;
- Роль трудовых династий в формировании активной жизненной позиции молодых рабочих: на примере Пермского машиностроительного завода им. В. И. Ленина / П. Н. Тарасенков и др. — М.: Высшая школа, 1986.

## Награды
Имел боевые награды: орден Красной Звезды (1942), медаль «За оборону Ленинграда» (1942), медаль «За победу над Германией в Великой Отечественной войне 1941-1945 гг.» (1945), Орден Отечественной войны I степени (1985); также получил медаль «За доблестный труд в Великой Отечественной войне» (1945) и орден «Знак Почёта». В 1977 году отмечен званием «Ветеран ППИ».